# Меркадаль
Меркадаль (ісп. Es Mercadal) — місто і муніципалітет в Іспанії, входить до складу провінції Балеарські острови. Займає площу 136,93 км². Населення — 5398 чоловік (станом на 2010 рік). Відстань до адміністративного центру провінції
— 21 км.
Покровителем міста вважається Сант Марті.